# Oleśnica (Santacroce)
Oleśnica è un comune rurale polacco del distretto di Staszów, nel voivodato della Santacroce.
Ricopre una superficie di 53,51 km² e nel 2006 contava 3 993 abitanti.